# 急流紅眼魚
急流紅眼魚（学名：Scardinius dergle）为輻鰭魚綱鯉形目雅羅魚科的一個種。分布於歐洲波士尼亞及克羅埃西亞Busko湖、Sarena湖及鄰近的喀斯特地形的淡水溪流流域，體長可達到15公分，棲息在湖泊和溪流底中層水域，生活習性不明。

## 扩展阅读
維基物種上的相關：急流紅眼魚
1. ↑  Freyhof, J.; Kottelat, M. . The IUCN Red List of Threatened Species. 2008, 2008: e.T135544A4141766  [18 November 2021]. doi:10.2305/IUCN.UK.2008.RLTS.T135544A4141766.en .